# Rachel Dratch
Rachel Susan Dratch (Lexington, 22 februari 1966) is een Amerikaans actrice en comédienne. Zij maakte in 1999 haar film- en acteerdebuut als Jude Russel in Serious Business. Tevens was ze van oktober 1999 tot en met mei 2006 een van de vaste castleden van Saturday Night Live.
Dratch debuteerde in 2009 als scenarioschrijfster en uitvoerend producente met de film Spring Breakdown. Daarin speelt ze zelf ook een van de hoofdrollen, samen met Amy Poehler en Parker Posey. Ze had wederkerende rollen in verschillende televisieseries, zoals die van Denise in The King of Queens en Greta Johanssen in 30 Rock. Ze kreeg aanvankelijk de hoofdrol van Jenna Maroney in 30 Rock toebedeeld, maar de eerste proefaflevering beviel niet en dus kreeg Jane Krakowski de rol in plaats van Dratch toebedeeld. Dratch speelde in het eerste seizoen wel allerlei kleine rollen en bleef dit doen in volgende seizoenen.

## Filmografie
*Exclusief televisiefilms
| - Spider-Man: Across the Spider-Verse (2023, stem) - Wine Country (2019) - Little (2019) - Hurricane Bianca: From Russia with Hate (2018) - The Week Of (2018) - Tracktown (2016) - Hurricane Bianca (2016) - Sisters (2015) - The Grief of Others (2015) - A Little Game (2014) - Syrup (2013) - That's My Boy (2012) - Just Go with It (2011) - My Life in Ruins (2009) - I Hate Valentine's Day (2009) - Love N' Dancing (2009) | - Spring Breakdown (2009) - Harold (2008) - I Now Pronounce You Chuck & Larry (2007) - Click (2006) - Winter Passing (2005) - Her Minor Thing (2005) - The Pleasure Drivers (2005) - Looking for Kitty (2004) - Home of Phobia (2004) - Dickie Roberts: Former Child Star (2003) - After School Special (2003) - Down with Love (2003) - The Hebrew Hammer (2003) - Martin & Orloff (2002) - Serious Business (1999) |

## Televisieseries
Exclusief eenmalige gastrollen
- Shameless - Paula Bitterman (2019, vier afleveringen)
- Bob's Burgers - Jodi (2014-2019, vijf afleveringen)
- Last Week Tonight with John Oliver - Wanda Jo (2015-2021, zes afleveringen)
- Broad City - Linda Lodi (2014-2019, drie afleveringen)
- Great News - Mary-Kelly (2017-2018, drie afleveringen)
- Nature Cat - stem Flo the Heron (2017-2018, vier afleveringen)
- Imaginary Mary - Mary (2017, negen afleveringen)
- The Awesomes - Joyce Mandrake (2013-2015, vijftien afleveringen)
- The Middle - Principal Barker (2013-2014, twee afleveringen)
- Fish Hooks - stemmen Esmargot / Koi (2010-2013, 29 afleveringen)
- Assy McGee - Brenda Sanchez (2008, vier afleveringen)
- 30 Rock - Greta Johanssen (2006-2012, zestien afleveringen)
- Saturday Night Live - Verschillende (1999-2019, 141 afleveringen)
- O'Grady - Brooke (2005, twee afleveringen)
- The King of Queens - Denise (2002-2004, zes afleveringen)

- Gemeinsame Normdatei: 1028285361
- International Standard Name Identifier: 0000 0000 7111 6327
- Library of Congress Control Number: no2009152231
- MusicBrainz: 3f2c632c-c738-4073-9ef8-afa3e537156c
- Nationale Bibliotheek van Israël: 987012383887905171
- Système universitaire de documentation: 192442996
- Virtual International Authority File: 100826956
- WorldCat: E39PBJwtkhDmmFwtFx6vKfW4bd